# 接渡镇
接渡镇，是中华人民共和国江西省景德镇市乐平市下辖的一个乡镇级行政单位。

## 行政区划
接渡镇下辖以下地区：
前屋村、接渡社区、子安社区、儒林社区、华家社区、双桥社区、周家社区、刘家垄村、林里村、咀上村、南畈村、方家滩村、续湖村、长坂村、姜家村、李坞村、湖滨村、潘村、罗渡村、墟里村、钟家村、上坑口村、毕家村、李家村、李洪村、袁家村、东坂村和严洲村。